# توالت: یک داستان عاشقانه
توالت: یک داستان عاشقانه (به هندی: Toilet: Ek Prem Katha) یا قهرمان توالت فیلمی است درام کمدی هندی محصول سال ۲۰۱۷ و به کارگردانی شری نایهان سینگ است. در این فیلم بازیگرانی همچون آکشی کومار، بومی پدنکار، انوپم کهیر، دیویندو شارما، سنا خان ایفای نقش کرده‌اند.

## خلاصه داستان
جیا (بومی پدنکار) و کیشاو (آکشی کومار) زوجی هستند که عاشقانه با یکدیگر ازدواج کردند اما بر اساس رسم و رسومات خرافی قدیمی اهالی روستا ساختن توالت در خانه را عیب می‌دانند و تمام مردان و زنان در طبیعت نیاز خود را برطرف می‌کنند … زنان در نیمه شب همگی با یکدیگر به طبیعت می‌روند و آنجا کار خود را انجام می‌دهند. اما جیا نمی‌تواند این موضوع را بپذیرد و بر سر ساختن توالت در خانه‌شان پافشاری می‌کند و …